# Якоб Лінденау
Якоб Йоганн (Яків Іванович) Лінденау (близько 1700–1795) — російський мандрівник, вчений, етнограф. Автор «Описи річки Амур», «Описи якутів» й інших наукових праць.

## Біографія
Дані про місце та дату народження Якоба Лінденау суперечливі. За одними даними, він народився 1699 року у Москві, згідно з іншою версією — 1709 року, Енциклопедичний словник Брокгауза та Єфрона вказує дату народження 1706 рік. Немає ясності і з національністю Якоба Лінденау. За одними даними, він народився у шведській сім'ї, інші дослідники вважають, що батьком Лінденау був німець (можливо, саксонець), який жив у Ліфляндії та мав шведське підданство. Відомо, батько Якоба Лінденау перебрався до Москви, а пізніше переїхав до Пернова.

У 1730 році Лінденау для навчання поїхав у Західну Європу, зокрема, у Гамбург і Любек. Після повернення у 1732 році переїхав до Санкт-Петербурга, де згодом відкрив школу для навчання дітей наукам. У 1737 році Якоб Лінденау був прийнятий в канцелярію Сенату перекладачем. У 1739 році став учасником Другої Камчатської експедиції під керівництвом Г. Ф. Міллера та І. Е. Фішера. У цій експедиції, в якій формально вважався «ветеринарним прапорщиком», виконував обов'язки перекладача з німецької та латини, а також склав ряд географічних й етнографічних описів місцевостей і народів Сибіру. У серпні 1746 року Лінденау повернувся у Санкт-Петербург, де представив результати своїх досліджень Академії наук.
|                           | Я за корисне визнаю мати опис до річок і місць, який прямує з Іркутська до Охотська перекладача Лінденау з 741 до 745 рік, який нині мені тут оголосив, що від нього у ті обставини подані німецькою мовою в Академію наук у 746 році. |
| — Федір Іванович Соймонов | |

У 1747 Якоб Йоганн Лінденау отримав чин прапорщика та був направлений на його прохання до Москви у Сибірський наказ. Невдовзі його призначили управителем Балаганського дистрикту та Балаганської фортеці, яка знаходилася в Іркутській провінції.
У 1749 році Лінденау направив на ім'я імператриці Єлизавети Петрівни прохання про відведення йому у вічне користування землі для влаштування життя з дружиною та дітьми в Усть-Осі. Прохання було задоволене імператрицею Катериною II у 1764 році. З 1753 до 1765 рік Якоб Лінденау обіймав високі адміністративні посади у канцелярії генерал-губернатора Іркутської провінції Сибірської губернії, а пізніше — Іркутської губернії. Він відав справами ревізії та рахівництва, а з 1762 року — соляними справами. Також займався постачанням селітри на Тальцинський скляний завод.
Лінденау загинув під час пожежі у власному будинку віком 90 або 95 років; разом із ним згорів його цінний архів.

## Етнографічні дослідження
Рукописи Якоба Лінденау — географічний опис районів Східного Сибіру, і навіть етнографічне дослідження корінних народів Східного Сибіру (найдокладніше «Опис якутів»). Етнографічна складова його праць найбільш цінна та цікава для вивчення історії та культури якутів, тунгусів й інших народів і не втратила своєї історико-етнографічної актуальності й досі.
Праці Лінденау, попри досить високу оцінку, отриману при поданні їх після експедиції науковим колам Петербурга, невдовзі потрапили до академічних архівів і аж до другої половини XX століття були практично невідомі науковому товариству. Переклад і видання його монографії здійснено лише у 1983 році як «Опис народів Сибіру (перша пол. XVIII ст.) Історико-етнографічні матеріали про народи Сибіру та Північного Сходу» (Магадан, 1983).
Рукописи Лінденау (німецькою мовою) зберігаються в Центральному державному архіві стародавніх актів (Москва) й архіві Якутської філії РАН.

## Рід Лінденау
Якоб Йоганн Лінденау, згідно з відомими даними, мав семеро дітей: дочку Єлену та синів Іоанна, Стахія, Спиридона, Анфілофія, Андрія та Василя.
Якоб Лінденау є родоначальником російського прізвища Ленденеві (так було русифіковано його прізвище); частина нащадків Якоба Йоганна зберегла прізвище Лінденау.

## Публікації праць
- Линденау Я. И. Описание народов Сибири (первая половина XVIII века). — Магадан: Магаданское книжное издательство, 1983. — 176 с. — (Дальневосточная историческая библиотека).